# Represa Billings
A Represa Billings é um dos maiores e mais importantes reservatórios de água da Região Metropolitana de São Paulo. A oeste, faz limite com a bacia hidrográfica da Guarapiranga e, ao sul, com a serra do Mar. Seus principais rios e córregos formadores são o Rio Grande ou Jurubatuba, Ribeirão Grande (situado no município de Ribeirão Pires), Rio Pequeno, Rio Pedra Branca, Rio Taquacetuba, Ribeirão Bororé, Ribeirão Cocaia, Ribeirão Guacuri, Córrego  Grota Funda e Córrego Alvarenga.

## Sistema Rio Grande

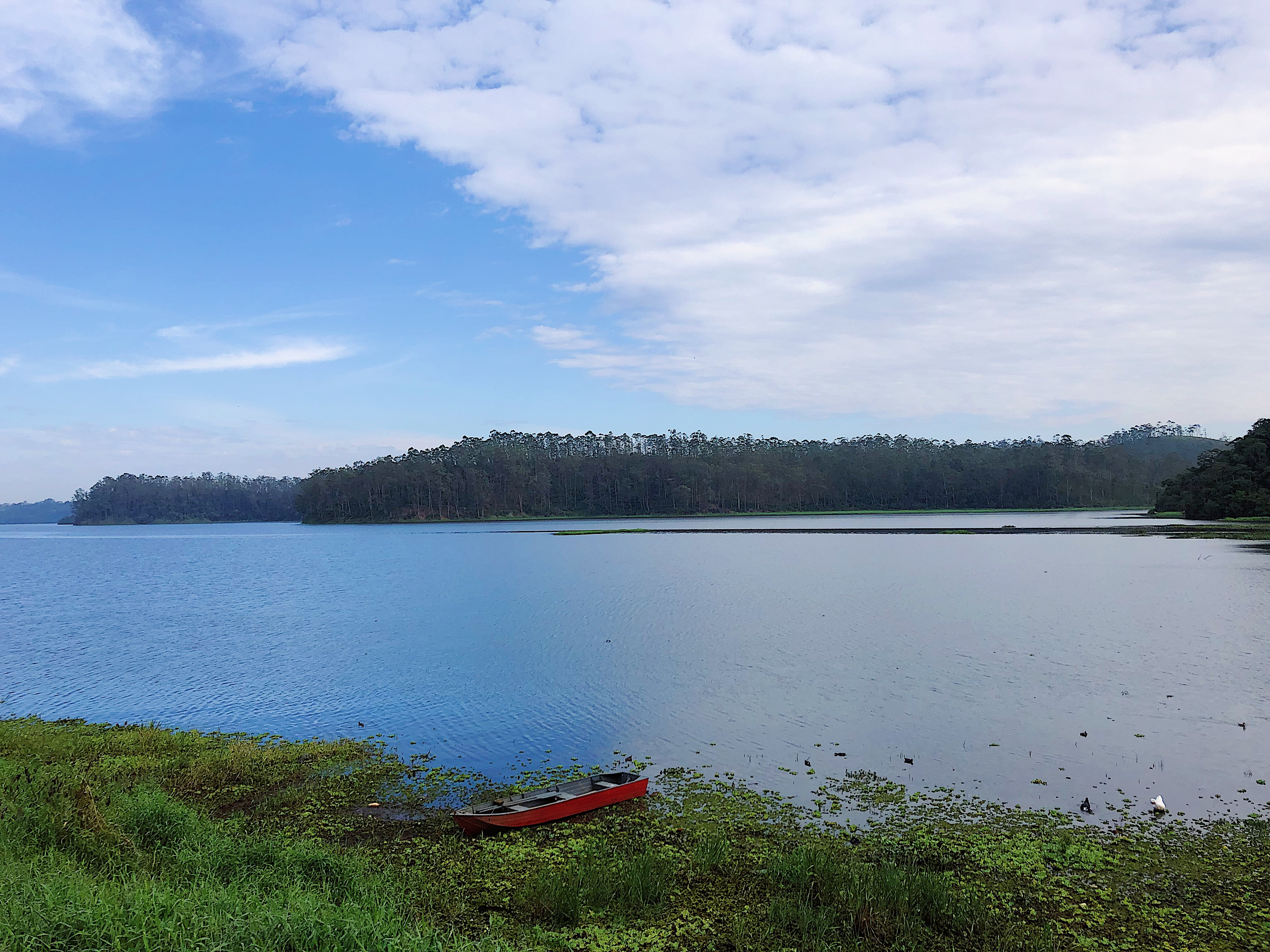
Billings cercada de Mata Atlântica como é em sua maioria

O Sistema Rio Grande é formado pela compartimentação do braço do Rio Grande na represa Billings. O manancial tem capacidade de 11,21 bilhões de litros de água e está localizado próximo à Rodovia Anchieta.
O tratamento de água é feito na Estação de Tratamento de Água Rio Grande onde são produzidos 5,5 mil litros de água por segundo para atender os municípios de São Bernardo do Campo, Santo André e Diadema.

## História
Por volta de 1910, o engenheiro Walter Charnley escolheu na Serra do Mar as escarpas de 640 m do Itapanhaú, que deságua em Bertioga, como local de um grande projeto de geração de energia. Em 1923, o engenheiro americano Asa White Kenney Billings preferiu que fosse represado o Rio Grande ou Jurubatuba e desviasse as águas através de um canal chamado Summit Control para o Córrego das Pedras, com curso serra abaixo. 
A represa foi idealizada em 27 de março de 1925 pelo engenheiro Billings, empregado da extinta concessionária de energia elétrica Light, daí o nome. Inicialmente, a represa tinha o objetivo de armazenar água para gerar energia elétrica para a usina hidrelétrica Henry Borden, em Cubatão. 
Em 1925, a Light iniciou a construção do dique do Rio das Pedras. A represa foi inundada em 1927 e a Light iniciou a construção do dique do Rio Grande, em 1937. Na década de 1940 foram construídas estações elevatórias de Pedreira e Traição para aumentar a vazão de água, trazendo problemas ambientais.
O projeto foi ampliado e em 1949, foi planejado o novo reservatório (rebatizado de Billings) que receberia todas as águas do Alto Tietê. No início dos anos de 1980, foi construído uma barragem que separa o braço do Rio Grande do corpo principal do reservatório. Desde o ano 2000, há uma nova captação em um dos braços mais ao sul, denominado Taquacetuba.

## Características

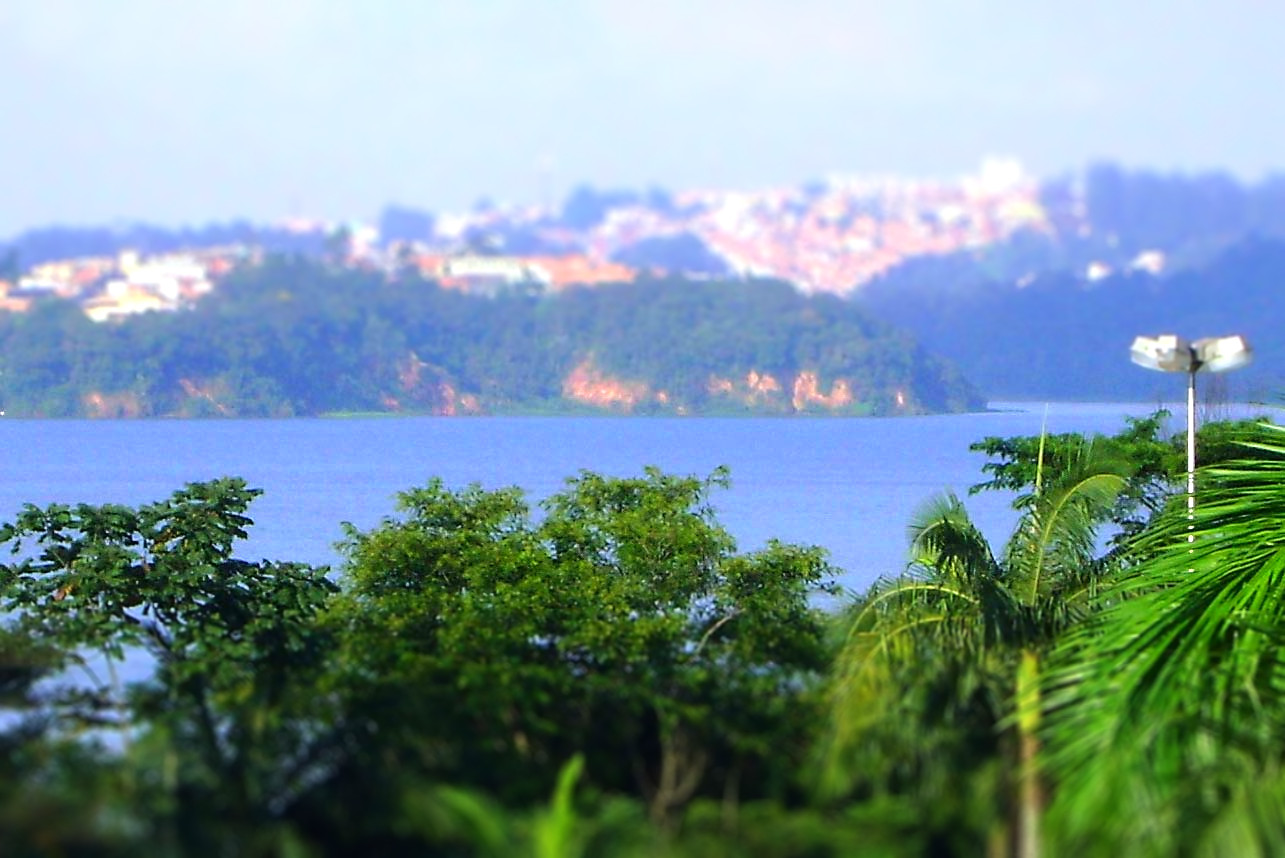
Represa Billings à partir da sede do SESC Interlagos

A Represa Billings possui espelho d’água de 10 814 ha. Devido a seu formato peculiar, a represa está subdividida em oito unidades, denominadas braços: Rio Grande, Rio Pequeno, Capivari, Pedra Branca, Taquacetuba, Bororé, Cocaia e Alvarenga.

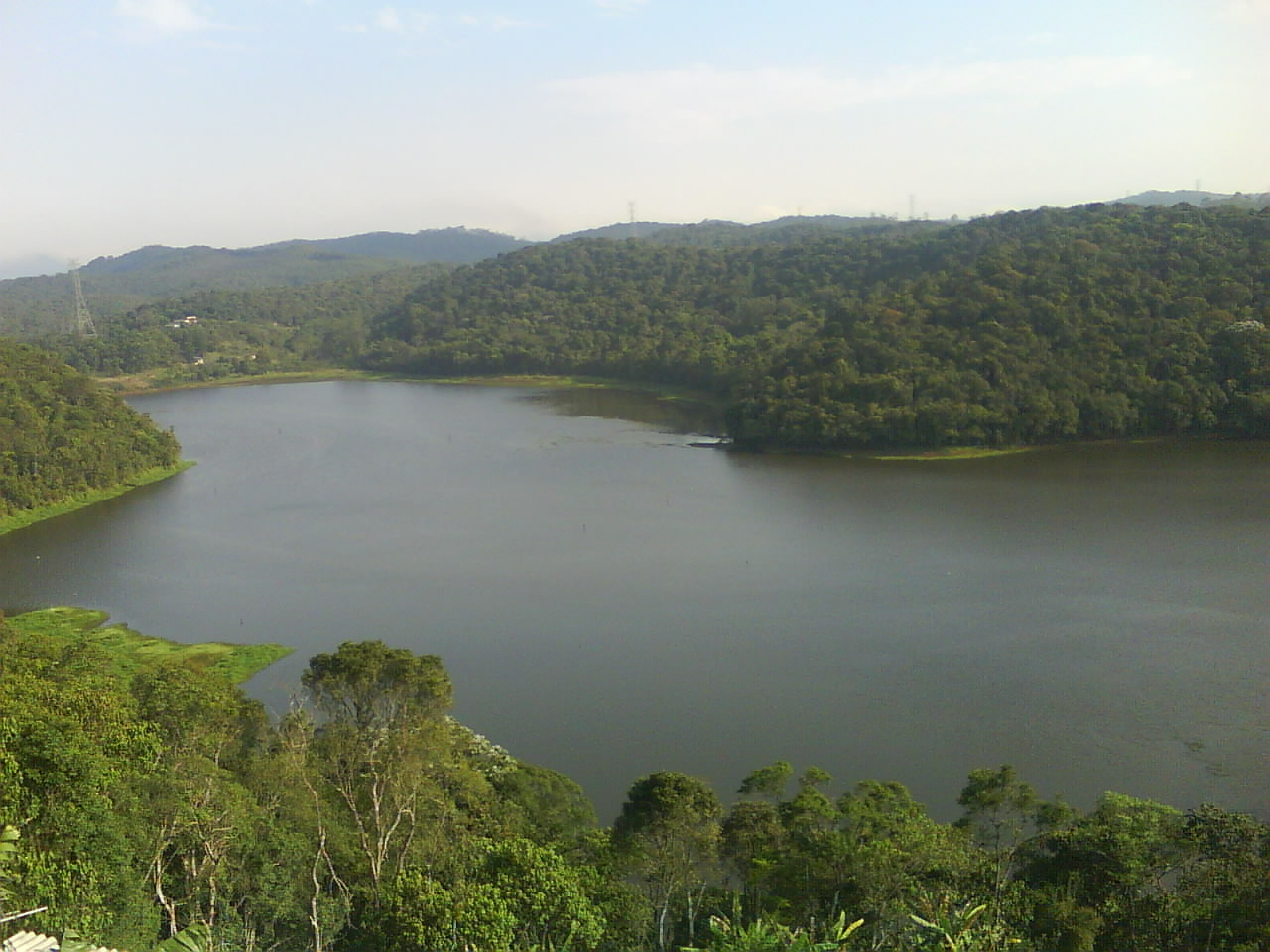
Parte da Billing vista de cima

Em função do elevado crescimento populacional e industrial da Grande São Paulo ter ocorrido sem planejamento, principalmente ao longo das décadas de 1950 a 1970, a represa Billings possui pequenos trechos poluídos com esgotos domésticos, industriais e metais pesados. Apenas os braços Taquecetuba e Riacho Grande são utilizados para abastecimento de água potável pela Sabesp. Em 2015, o governo de São Paulo decidiu usar um braço do Rio Pequeno para reforçar o Sistema Alto Tietê e abastecer a Grande São Paulo.
A pesca amadora é muito praticada, devido às espécies de peixes encontradas, como tilápias, lambaris, carpas-comuns e traíras, entre outras.